# Meltan és melmetal
A meltan (メルタン; Hepburn: Merutan) és a melmetal (メルメタル; Hepburn: Merumetaru) pokémonfajok a Nintendo és Game Freak Pokémon franchise-ában. A meltan kistermetű, acéltípusú mitikus pokémon, míg a melmetal annak sokkal nagyobb, poszt-evolúciós formája. Mindkét pokémon először a Pokémon Go okostelefonos játékban szerepelt, és kizárólag ott is kaphatóak el. A két pokémont 2018 szeptemberében jelentették be, a meltan az első kizárólag a Pokémon Góban elkapható és egyben az első olyan mitikus pokémon, mely képes a fejlődésre.

## Megjelenése
A meltan kistermetű, 8 hüvelyk (0,20 méter) magas pokémon. A feje hatlapú sárgás csavaranyához hasonlít, melynek furatában található az egyetlen, kör alakú, fekete színű szeme. A teste szürke színű, folyékony acélpaca, melyen egy piros színű, farokszerű, elektromos vezetékhez hasonló kinyúlás is található. Meltan a Pokemon.com weboldalon található leírása szerint kíváncsi pokémon, amely képes a fémes végtagjait a fém korrodálására és abszorbeálására használni, melynek folyamata közben elektromosságot generál, amit energiaforrásként, illetve a harcok alatt a szeméből elektromosság kilövésére is felhasználhatja.
A meltan a Pokémon Góban fejlődhet, ezzel az első fejlődőképes mitikus pokémon. Az evolúciója, a melmetal lényegesen masszívabb, hozzávetőlegesen emberszerű alakkal és 8 láb 2 hüvelykes (2,49 méteres) magassággal. A melmetalnak a meltanhoz hasonló szürke folyékonyfém teste és hatlapú csavaranya-feje van, a melmetal testén több másik hatlapú csavaranya is található a végtagok és ízületek helyén. A pokemon.comos leírása alapján „a melmetalt az ősi időkben a fémkészítés erejével rendelkező pokémonként istenítették”.

## Szereplései

### A videójátékokban

A meltan első megjelenése alkalmában a Pokémon Góban, 2018. szeptember 22-én

A meltan először 2018. szeptember 22-én jelent meg, a Pokémon Góban, közvetlenül egy nemzetközi „közösségi nap” után, és először a csendes-óceáni térségben tartózkodó játékosok találkozhattak vele. A meltan neve „???”-ként volt feltüntetve, és elkapásakor dittóvá vagy chikoritává alakult át. Szeptember 25-én a Pokémon Company közzétett egy a meltant bemutató videót, és bejelentette, hogy a pokémon össze fogja kötni a Gót és a Nintendo Switch konzolra megjelent Pokémon: Let’s Go, Pikachu! és Let’s Go, Eevee! játékokat. Maszuda Dzsunicsi egy a Eurogamernek adott interjúban elmondta, hogy a felfedés módját a Pokémon Company és a Niantic azért alakította így, hogy azt az erős első benyomást keltsék a játékosok között, hogy a meltan aranyos.
Egy másik, októberben közzétett videóban bejelentették, hogy a meltant kizárólag a Góban lehet elkapni,  habár onnan a Let’s Go játékokba is át lehet exportálni. Később egy újabb videóban a meltan evolúcióját, a melmetalt is bemutatták, amit kizárólag a Góban, egy meltan továbbfejlesztésével lehet megszerezni. Novemberben, a Let’s Go játékok megjelenése után a Góban egy „különleges kutatási küldetést” indítottak, amely lehetőséget adott a játékosoknak, hogy a Let’s Go játékok nélkül is el tudják kapni a meltant.

## Fogadtatás
A meltan első megjelenése előtt adatbányászok rábukkantak a modelljére, amely „kecleon” név és a 891-es sorszám alatt szerepelt. Amikor a meltan először megjelent, számos játékos úgy gondolta, hogy az csak egy helykitöltő és csak véletlenül, egy programhiba miatt jelent meg. A hivatalos felfedése előtt a játékos csavaranyával kapcsolatos beceneveket, így például a „Nutto” nevet adták neki. Emma Schaeffer az Electronic Gaming Monthly hasábjain megjegyezte, hogy mivel a meltan váratlan megjelenéskor számtalan játékos a telefonja képernyőjét nézte, illetve a Niantic programhibákra hajlamos múltja miatt sokkal népszerűbb lett, mint más, hagyományos úton bejelentett pokémonok.
Néhány órával a Let’s Go! játékok megjelenése után a meltan felkapott téma lett a közösségi médián a pokémonjátékosok között.

## Fordítás
- Ez a szócikk részben vagy egészben  a   Meltan and Melmetal című angol Wikipédia-szócikk ezen változatának fordításán alapul.  Az eredeti cikk szerkesztőit annak laptörténete sorolja fel. Ez a jelzés csupán a megfogalmazás eredetét és a szerzői jogokat jelzi, nem szolgál a cikkben szereplő információk forrásmegjelöléseként.